# سلطان أحمد (كاتب)
سلطان أحمد (بالإنجليزية: Sultan Ahmed)‏ هو منتج أفلام وكاتب ومخرج هندي، ولد في 1938 في لكناو في الهند، وتوفي في 22 مايو 2002 في طهران في إيران.

## وصلات خارجية
- سلطان أحمد على موقع IMDb (الإنجليزية)
- سلطان أحمد على موقع أول موفي (الإنجليزية)
- سلطان أحمد على موقع كينوبويسك (الروسية)